# Marbrada zebrada
La marbrada zebrada (Euchloe belemia)  és una espècie de lepidòpter papilionoïdeu de la família dels pièrids (Pieridae). Es troba al nord d'Àfrica i ocasionalment a la península Ibèrica, incloent-hi els Països Catalans.

## Característiques
Fa 36-44 mm d'envergadura alar. Els adults volen de febrer a juny en dues generacions. Les larves s'alimenten d'espècies de Sisymbrium, Diplotaxis tennuisiliqua i Biscutella didyma.

## Subespècies
- Euchloe belemia hesperidum Rothschild 1913
- Euchloe belemia eversi Eversi 1963
- Euchloe belemia abyssinica Stamm 1928 (Etiòpia, Somàlia, Aràbia oriental)
- Euchloe belemia palaestinensis Rüber 1907

## Galeria

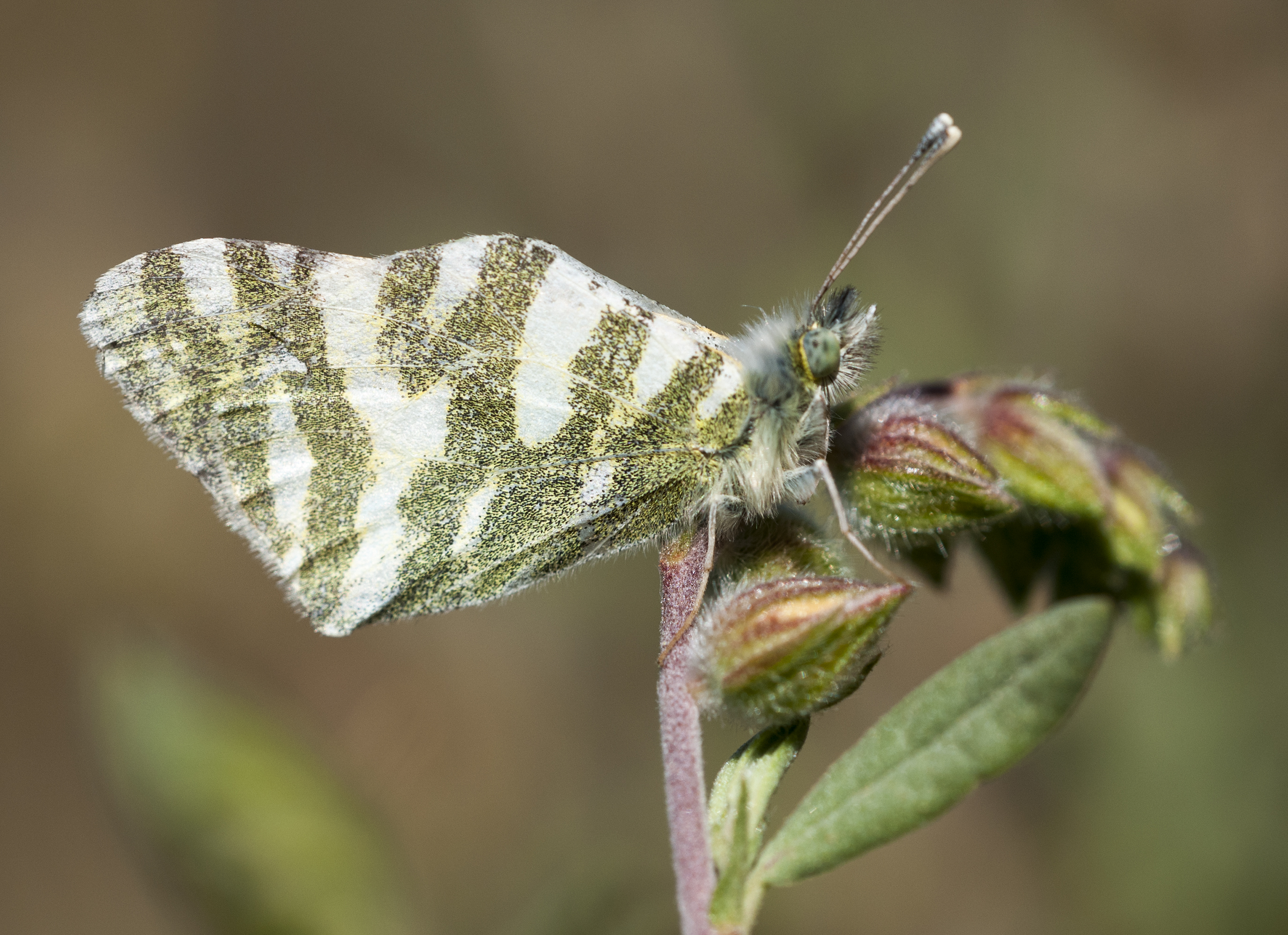
Euchloe belemia
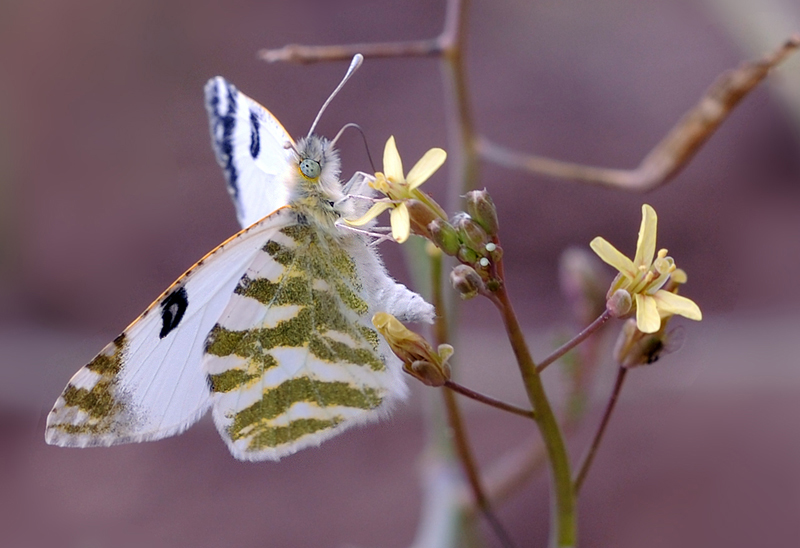
Euchloe belemia
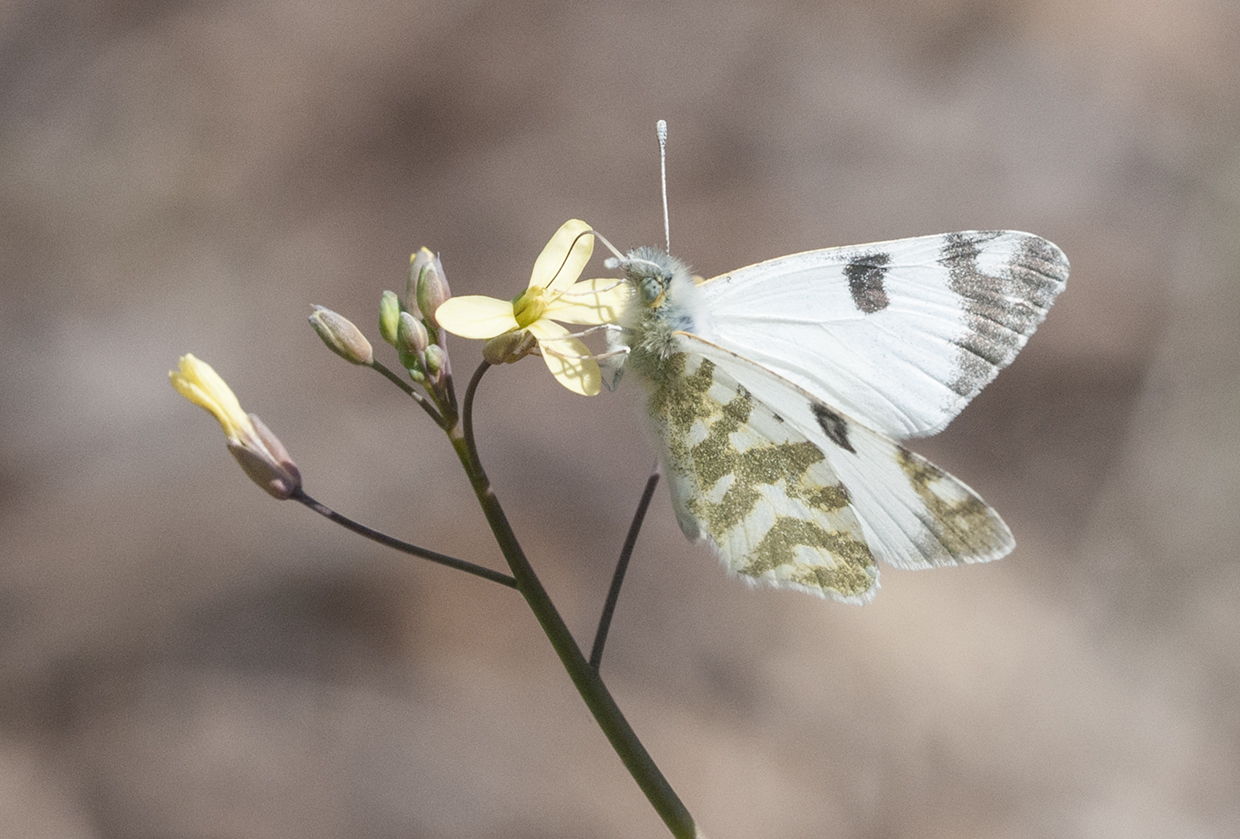
Euchloe belemia